# James Corden
James Kimberley Corden (Londres, 22 de agosto de 1978) es un actor, comediante, cantante, guionista, productor y presentador de televisión británico. Fue el anfitrión del programa televisivo estadounidense The Late Late Show with James Corden, emitido por la CBS, sucediendo a Craig Ferguson después de una década como presentador de televisión.

## Filmografía

### Cine
| Año  | Título                                  | Papel              | Notas                   |
| ---- | --------------------------------------- | ------------------ | ----------------------- |
| 1997 | Twenty Four Seven                       | Carl ‘Tonka’ Marsh |                         |
| 1999 | Whatever Happened to Harold Smith?      | Walter             |                         |
| 2002 | All or Nothing                          | Rory               |                         |
| 2002 | Heartlands                              | Shady              |                         |
| 2005 | Pierrepoint                             | Kirky              |                         |
| 2006 | Heroes and Villains                     | Sam                |                         |
| 2006 | The History Boys                        | Timms              |                         |
| 2006 | Starter for 10                          | Tone               |                         |
| 2008 | How to Lose Friends and Alienate People |                    |                         |
| 2009 | Lesbian Vampire Killers                 | Fletch             |                         |
| 2009 | Telstar                                 | Clem Cattini       |                         |
| 2009 | The Boat That Rocked                    | Bernard            | Escenas eliminadas      |
| 2009 | Planet 51                               | Soldado Vernkot    | Voz.                    |
| 2010 | Gulliver's Travels                      | Jinks              |                         |
| 2010 | Animals United                          | Billy la suricata  | Voz, doblaje en inglés. |
| 2011 | The Three Musketeers                    | Planchet           |                         |
| 2013 | One Chance                              | Paul Potts         |                         |
| 2013 | Begin Again                             | Steve              |                         |
| 2014 | Into the Woods                          | El panadero        |                         |
| 2015 | Kill your friends                       | Waters             |                         |
| 2015 | The Lady in the Van                     | Vendedor callejero |                         |
| 2016 | Norm of the North                       | Laurence           | Voz. Versión británica. |
| 2016 | Trolls                                  | Biggie / Grandulón | Voz.                    |
| 2017 | Emoji: la película                      | Hi-5               | Voz.                    |
| 2018 | Ralph Breaks the Internet               | Netflix Nate       |                         |
| 2018 | Peter Rabbit                            | Peter Rabbit       | Voz.                    |
| 2018 | Ocean's 8                               |                    |                         |
| 2019 | Yesterday                               | Él mismo           |                         |
| 2019 | Super Intelligence                      | Superinteligencia  | Voz                     |
| 2019 | Cats                                    | Bustopher Jones    |                         |
| 2020 | Trolls World Tour                       | Biggie / Grandulón | Voz                     |
| 2020 | The Prom                                | Barry Glickman     | Netflix                 |

## Premios y nominaciones
| Año       | Título                                 | Papel                 | Notas                                                |
| --------- | -------------------------------------- | --------------------- | ---------------------------------------------------- |
| 1996      | Out of Tune                            | Lee                   | Episodio: "1.1"                                      |
| 1998      | Renford Rejects                        | Razor #1              | Episodio: "Don Bruno"                                |
| 1999      | Boyz Unlimited                         | Gareth                | 6 episodios                                          |
| 2000      | Hollyoaks                              | Wayne                 | Episodio: "1.524"                                    |
| 2000–2005 | Fat Friends                            | Jamie Rymer           | 20 episodios                                         |
| 2001      | Jack and the Beanstalk: The Real Story | Hijo del Gigante Bran | Película para TV                                     |
| 2001–2003 | Teachers                               | Jeremy                | 9 episodios                                          |
| 2002      | Cruise of the Gods                     | Russell               | Película para TV                                     |
| 2004      | Little Britain                         | Dewi Thomas           | Episodio: "2.3"                                      |
| 2004      | Dalziel and Pascoe                     | Ben Forsythe          | Episodio: "The Price of Fame"                        |
| 2007–2010 | Gavin & Stacey                         | Smithy                | 20 episodios; creador, escritor y productor asociado |
| 2009      | Horne & Corden                         | Varios personajes     | 6 episodios; escritor                                |
| 2009      | The Gruffalo                           | Mouse                 | Voz.                                                 |
| 2010 –    | A League of Their Own                  | Presentador           | 67 episodios                                         |
| 2010–2011 | Doctor Who                             | Craig Owens           | 2 episodios                                          |
| 2011      | Little Charley Bear                    | Narrador              | Voz. 22 episodios                                    |
| 2011      | The Gruffalo's Child                   | Mouse                 | Voz                                                  |
| 2012      | Stella                                 | Steven                | Episodio: "1.10"                                     |
| 2013–2014 | The Wrong Mans                         | Phil Bourne           | 8 episodios; creador y escritor                      |
| 2014      | The Guess List                         | Invitado              | Episodio 1                                           |
| 2015      | Roald Dahl's Esio Trot                 | Narrador              | Película para TV                                     |
| 2015–2023 | The Late Late Show with James Corden   | Presentador           | Escritor y productor                                 |
| 2016      | 70º Tony Awards                        | Presentador           |                                                      |
| 2016      | Matilda and the Ramsay Bunch           | Invitado              | Episodio 2.4                                         |
| 2016      | John Bishop: In Conversation With...   | Invitado              | Episodio 1.1                                         |
| 2017      | 59º Grammy Awards                      | Presentador           |                                                      |
| 2018      | Happy Together                         | Él mismo              | Episodio 1                                           |
| 2022      | Mamíferos                              | Jaime                 |                                                      |

| Premios Primetime Emmy | Premios Primetime Emmy                        | Premios Primetime Emmy                                | Premios Primetime Emmy | Premios Primetime Emmy |
| Año                    | Categoría                                     | Trabajo Nominado                                      | Resultado              | Ref.                   |
| ---------------------- | --------------------------------------------- | ----------------------------------------------------- | ---------------------- | ---------------------- |
| 2016                   | Mejor serie de variedades                     | The Late Late Show With James Corden                  | Nominado               | [ 2 ]                  |
| 2016                   | Mejor programa interactivo                    | The Late Late Show With James Corden                  | Ganador                | [ 2 ]                  |
| 2016                   | Mejor programa especial de variedades         | The Late Late Show Carpool Karaoke Prime Time Special | Ganador                | [ 2 ]                  |
| 2017                   | Mejor programa especial                       | Premios Tony de 2016                                  | Ganador                | [ 2 ]                  |
| 2017                   | Mejor guion - Programa especial de variedades | Premios Tony de 2016                                  | Nominado               | [ 2 ]                  |
| 2017                   | Mejor serie de variedades                     | The Late Late Show With James Corden                  | Nominado               | [ 2 ]                  |
| 2017                   | Mejor programa interactivo                    | The Late Late Show With James Corden                  | Nominado               | [ 2 ]                  |
| 2017                   | Mejor programa especial de variedades         | Carpool Karaoke Primetime Special 2017                | Ganador                | [ 2 ]                  |
| 2018                   | Mejor serie de variedades                     | The Late Late Show With James Corden                  | Nominado               | [ 2 ]                  |
| 2018                   | Mejor programa interactivo                    | The Late Late Show With James Corden                  | Nominado               | [ 2 ]                  |
| 2018                   | Mejor serie corta de drama o comedia          | James Corden's Next James Corden                      | Ganador                | [ 2 ]                  |
| 2018                   | Mejor actor - Serie corta de drama o comedia  | James Corden's Next James Corden                      | Ganador                | [ 2 ]                  |
| 2018                   | Mejor serie de variedades versión corta       | Carpool Karaoke: The Series                           | Ganador                | [ 2 ]                  |
| 2018                   | Mejor especial de variedad (en vivo)          | Premios Grammy de 2018                                | Nominado               | [ 2 ]                  |
| 2018                   | Mejor especial de variedad (grabado)          | Carpool Karaoke Primetime Special 2018                | Nominado               | [ 2 ]                  |